# RFC Xerxes in het seizoen 1964/65
Het seizoen 1964/1965 was het negende jaar in het bestaan van de Rotterdamse betaaldvoetbalclub Xerxes. De club kwam uit in de Tweede divisie B en eindigde daarin op de derde plaats. De wedstrijd voor de laatste plek in de promotiecompetitie tegen Wageningen werd gewonnen met 2–1. De daaropvolgende promotiecompetitie werd als eerste afgesloten, waardoor promotie naar de Eerste divisie een feit was. Tevens deed de club mee aan het toernooi om de KNVB beker, hierin werd de club in de eerste ronde, na verlenging, uitgeschakeld door De Volewijckers (1–2).

## Wedstrijdstatistieken

### Tweede divisie B
|       | Baronie | BVV   | D.F.C. | Fortuna | 't Gooi | Helmondia '55 | Hermes DVS | HVC   | Limburgia | LONGA | NOAD  | Roda JC | SVV   | Wilhelmina |
| ----- | ------- | ----- | ------ | ------- | ------- | ------------- | ---------- | ----- | --------- | ----- | ----- | ------- | ----- | ---------- |
| Thuis | 0 – 0   | 0 – 1 | 1 – 0  | 2 – 0   | 1 – 0   | 1 – 1         | 3 – 3      | 1 – 1 | 5 – 4     | 7 – 0 | 0 – 0 | 1 – 1   | 2 – 1 | 1 – 2      |
| Uit   | 4 – 1   | 0 – 4 | 1 – 0  | 2 – 3   | 0 – 1   | 2 – 1         | 0 – 2      | 1 – 2 | 1 – 2     | 1 – 3 | 1 – 7 | 1 – 2   | 1 – 4 | 2 – 3      |

### Play-offs om plaats 3
| Promotiewedstrijd                                                                       | Wageningen          | 1 – 2 (1 – 1) | Xerxes                            |
| 11 mei 1965 Plaats: Utrecht Galgenwaard Toeschouwers: 8.000 Scheidsrechter: Wim Schalks | Frans van Ernst 44' |               | 8' Martin Snoeck 69' Piet Kriesch |

### Promotiecompetitie
| 1e wedstrijd                                                                                       | Helmondia '55             | 1 – 1 (0 – 1) | Xerxes                                                    |
| 16 mei 1965 Plaats: Helmond De Braak Toeschouwers: 7.000 Scheidsrechter: Jef Dorpmans              | Gerard van de Kerkhof 46' |               | 42' Martin Snoeck                                         |
| 2e wedstrijd                                                                                       | Xerxes                    | 2 – 1 (2 – 1) | D.F.C.                                                    |
| 23 mei 1965 Plaats: Rotterdam Het Kasteel Toeschouwers: 15.000 Scheidsrechter: Wim Schalks         | Martin Snoeck 10', 18'    |               | 16' Jan Klijnjan                                          |
| 3e wedstrijd                                                                                       | AGOVV                     | 0 – 3 (0 – 2) | Xerxes                                                    |
| 30 mei 1965 Plaats: Nijmegen Goffertstadion Toeschouwers: 6.000 Scheidsrechter: Gerard van Oostrom |                           |               | 5' Martin Snoeck 40' (pen.) Piet Kriesch 66' Wim Kleinjan |

### KNVB beker
| 1e ronde                                     | Xerxes           | 1 – 2 (1 – 1, 1 – 1) | De Volewijckers                 |
| 4 oktober 1964 Plaats: Rotterdam Het Kasteel | Chiel Jansen 30' |                      | 22' Cees Kick 93' Piet Boogaard |

## Statistieken Xerxes 1964/1965

### Eindstand Xerxes in de Nederlandse Tweede divisie B 1964 / 1965
| Stand | Gespeeld | Gewonnen | Gelijk | Verloren | Punten | Doelpunten voor | Doelpunten tegen |
| ----- | -------- | -------- | ------ | -------- | ------ | --------------- | ---------------- |
| 3e    | 28       | 17       | 6      | 5        | 40     | 60              | 31               |

### Topscorers
| #              | Naam                      | Goal |
| -------------- | ------------------------- | ---- |
| 1.             | Nol Heijerman             | 16   |
| 2.             | Wim Klein                 | 11   |
| 2.             | Piet Kriesch              | 11   |
| 2.             | Martin Snoeck             | 11   |
| 5.             | Chiel Jansen              | 4    |
| 6.             | Joop Stuivenberg          | 2    |
| 7.             | Ben Damen                 | 1    |
| 7.             | Frans van der Heide       | 1    |
| 7.             | Piet Teuling              | 1    |
| 7.             | Theo van Toledo           | 1    |
| Eigen doelpunt |                           |      |
| –              | Gerard Flaes (Hermes DVS) | 1    |
| Totaal         | Totaal                    | 60   |

| #      | Naam         | Goal |
| ------ | ------------ | ---- |
| 1.     | Chiel Jansen | 1    |
| Totaal | Totaal       | 1    |

| #      | Naam          | Goal |
| ------ | ------------- | ---- |
| 1.     | Piet Kriesch  | 1    |
| 1.     | Martin Snoeck | 1    |
| Totaal | Totaal        | 2    |

| #      | Naam          | Goal |
| ------ | ------------- | ---- |
| 1.     | Martin Snoeck | 3    |
| 2.     | Wim Kleinjan  | 1    |
| 2.     | Piet Kriesch  | 1    |
| Totaal | Totaal        | 5    |